# Bess Meredyth
Bess Meredyth, właśc. Helen Elizabeth MacGlashen (ur. 12 lutego 1890 w Buffalo, zm. 13 lipca 1969 w Los Angeles) – amerykańska scenarzystka i aktorka filmowa. Występowała w filmach epoki kina niemego do 1915, pisząc również scenariusze. Później poświęciła się już tylko scenopisarstwu.
Była jednym z 36 członków założycieli Amerykańskiej Akademii Filmowej. Otrzymała też dwie nominacje do Oscara za scenariusze do filmów: Władczyni miłości (1928) i Wonder of Women (1929), obydwa w reżyserii Clarence'a Browna.
Jej trzecim i ostatnim mężem był Michael Curtiz, reżyser słynnej Casablanki (1943).